# Dubovce
Dubovce este o comună slovacă, aflată în districtul Skalica din regiunea Trnava. Localitatea se află la altitudinea de 210 m deasupra n.m., se întinde pe o suprafață de 8,46 km2 și în 2017 număra 632 de locuitori.

## Istoric
Localitatea Dubovce este atestată documentar din 1500.

## Demografie
| An:                | 1994 | 2004   | 2014   | 2024   |
| ------------------ | ---- | ------ | ------ | ------ |
| Număr de persoane: | 655  | 675    | 639    | 623    |
| Diferență:         |      | +3,05% | −5,33% | −2,50% |

| An:                | 2023 | 2024   |
| ------------------ | ---- | ------ |
| Număr de persoane: | 621  | 623    |
| Diferență:         |      | +0,32% |